# HD208440
HD208440 — хімічно пекулярна зоря спектрального класу B2, що має видиму зоряну величину в смузі V приблизно  7,9.
Вона  розташована на відстані близько 7247,9 світлових років від Сонця.